# Draft de l'NBA del 2008
El Draft de l'any 2008 de l'NBA es va celebrar el 26 de juny al pavelló Washington Mutual del Madison Square Garden de Nova York, als Estats Units.

## Primera Ronda
| Posició | Jugador           | Nacionalitat        | Equip NBA                                        | Universitat/Equip Anterior |
| ------- | ----------------- | ------------------- | ------------------------------------------------ | -------------------------- |
| 1       | Derrick Rose      | Estats Units        | Chicago Bulls                                    | Memphis                    |
| 2       | Michael Beasley   | Estats Units        | Miami Heat                                       | Kansas State               |
| 3       | O.J. Mayo         | Estats Units        | Minnesota Timberwolves (cap a Memphis)           | USC                        |
| 4       | Russell Westbrook | Estats Units        | Seattle Supersonics                              | UCLA                       |
| 5       | Kevin Love        | Estats Units        | Memphis Grizzlies (cap a Minnesota)              | UCLA                       |
| 6       | Danilo Gallinari  | Itàlia              | New York Knicks                                  | Olimpia Milano (Itàlia)    |
| 7       | Eric Gordon       | Estats Units        | Los Angeles Clippers                             | Indiana                    |
| 8       | Joe Alexander     | Estats Units        | Milwaukee Bucks                                  | West Virginia              |
| 9       | D.J. Augustin     | Estats Units        | Charlotte Bobcats                                | Texas Longhorns            |
| 10      | Brook Lopez       | Estats Units        | New Jersey Nets                                  | Stanford                   |
| 11      | Jerryd Bayless    | Estats Units        | Indiana Pacers (cap a Portland)                  | Arizona                    |
| 12      | Jason Thompson    | Estats Units        | Sacramento Kings                                 | Rider                      |
| 13      | Brandon Rush      | Estats Units        | Portland Trail Blazers (cap a Indiana)           | Kansas                     |
| 14      | Anthony Randolph  | Estats Units        | Golden State Warriors                            | LSU                        |
| 15      | Robin Lopez       | Estats Units        | Phoenix Suns (de Atlanta)                        | Stanford                   |
| 16      | Marreese Speights | Estats Units        | Philadelphia 76ers                               | Florida                    |
| 17      | Roy Hibbert       | Estats Units        | Toronto Raptors (cap a Indiana)                  | Georgetown                 |
| 18      | JaVale McGee      | Estats Units        | Washington Wizards                               | Nevada                     |
| 19      | J.J. Hickson      | Estats Units        | Cleveland Cavaliers                              | North Carolina State       |
| 20      | Alexis Ajinça     | França              | Charlotte Bobcats (de Denver Nuggets)            | Hyères-Toulon (França)     |
| 21      | Ryan Anderson     | Estats Units        | New Jersey Nets (de Dallas)                      | California                 |
| 22      | Courtney Lee      | Estats Units        | Orlando Magic                                    | Western Kentucky           |
| 23      | Kosta Koufos      | Estats Units        | Utah Jazz                                        | Ohio State                 |
| 24      | Serge Ibaka       | República del Congo | Seattle SuperSonics (de Phoenix)                 | L'Hospitalet (Catalunya)   |
| 25      | Nicolas Batum     | França              | Houston Rockets (cap a Portland)                 | Le Mans (França)           |
| 26      | George Hill       | Estats Units        | San Antonio Spurs                                | IUPUI                      |
| 27      | Darrell Arthur    | Estats Units        | New Orleans Hornets (cap a Memphis via Portland) | Kansas                     |
| 28      | Donte Greene      | Estats Units        | Memphis Grizzlies (de LA Lakers)                 | Syracuse                   |
| 29      | D.J. White        | Estats Units        | Detroit Pistons (cap a Seattle)                  | Indiana                    |
| 30      | J.R. Giddens      | Estats Units        | Boston Celtics                                   | New Mexico                 |

## Segona Ronda
| Posició | Jugador                  | Nacionalitat | Equip NBA                            | Universitat/Equip Anterior |
| ------- | ------------------------ | ------------ | ------------------------------------ | -------------------------- |
| 31      | Nikola Peković           | Montenegro   | Minnesota Timberwolves (de Miami)    | Panathinaikos (Grècia)     |
| 32      | Walter Sharpe            | Estats Units | Seattle SuperSonics (cap a Detroit)  | UAB                        |
| 33      | Joey Dorsey              | Estats Units | Portland Trail Blazers (de Memphis)  | Memphis                    |
| 34      | Mario Chalmers           | Estats Units | Minnesota Timberwolves (cap a Miami) | Kansas                     |
| 35      | DeAndre Jordan           | Estats Units | Los Angeles Clippers                 | Texas A&M                  |
| 36      | Ömer Aşık                | Turquia      | Portland Trail Blazers (de New York) | Fenerbahçe Ülker (Turquia) |
| 37      | Luc Richard Mbah a Moute | Camerun      | Milwaukee Bucks                      | UCLA                       |
| 38      | Kyle Weaver              | Estats Units | Charlotte Bobcats                    | Washington State           |
| 39      | Sonny Weems              | Estats Units | Chicago Bulls (cap a Denver)         | Arkansas                   |
| 40      | Chris Douglas-Roberts    | Estats Units | New Jersey Nets                      | Memphis                    |
| 41      | Nathan Jawai             | Austràlia    | Indiana Pacers (cap a Toronto)       | Cairns Taipans             |
| 42      | Sean Singletary          | Estats Units | Sacramento Kings (cap a Atlanta)     | Virginia                   |
| 43      | Patrick Ewing, Jr.       | Estats Units | Sacramento Kings                     | Georgetown                 |
| 44      | Ante Tomic               | Croàcia      | Utah Jazz (de Philadelphia)          | KK Zagreb (Croàcia)        |
| 45      | Goran Dragić             | Eslovènia    | San Antonio Spurs (de Toronto)       | Union Olimpija (Lituània)  |
| 46      | Trent Plaisted           | Estats Units | Seattle SuperSonics (de Portland)    | BYU                        |
| 47      | Bill Walker              | Estats Units | Washington Wizards (cap aBoston)     | Kansas State               |
| 48      | Malik Hairston           | Estats Units | Phoenix Suns (de Cleveland)          | Oregon                     |
| 49      | Richard Hendrix          | Estats Units | Golden State Warriors                | Alabama                    |
| 50      | DeVon Hardin             | Estats Units | Seattle SuperSonics (de Denver)      | California                 |
| 51      | Shan Foster              | Estats Units | Dallas Mavericks                     | Vanderbilt                 |
| 52      | Darnell Jackson          | Estats Units | Miami Heat (de Orlando)              | Kansas                     |
| 53      | Tadija Dragicević        | Sèrbia       | Utah Jazz                            | Red Star Belgrade (Sèrbia) |
| 54      | Maarty Leunen            | Estats Units | Houston Rockets                      | Oregon                     |
| 55      | Mike Taylor              | Estats Units | Portland Trail Blazers (de Phoenix)  | Idaho Stampede             |
| 56      | Sasha Kaun               | Rússia       | Seattle SuperSonics (de New Orleans) | Kansas                     |
| 57      | James Gist               | Estats Units | San Antonio Spurs                    | Maryland                   |
| 58      | Joe Crawford             | Estats Units | Los Angeles Lakers                   | Kentucky                   |
| 59      | Deron Washington         | Estats Units | Detroit Pistons                      | Virginia Tech              |
| 60      | Semih Erden              | Turquia      | Boston Celtics                       | Fenerbahçe Ülker (Turquia) |